# Толстяк, Александр Аркадьевич
Алекса́ндр Арка́дьевич Толстяк (укр. Олександр Аркадійович Толстяк; 4 февраля 1990, Нетешин, Хмельницкая область) — украинский футболист, нападающий.

## Биография
С 2001 года по 2002 года был в составе команды детско-юношеской футбольной лиги Украины КДЮСШ «Энергетик» из Нетешина. С 2003 года по 2007 год играл за киевский РВУФК. В 2008 году выступал за «Сталь-2» из Алчевска в чемпионате Луганской области, в команде он был одним из лучших игроков.
В 2010 году попал в киевскую «Оболонь». Вначале он выступал в молодёжном первенстве Украины. В сезоне 2009/10 он провёл 11 матчей и забил 4 мяча в составе дубля. В следующем сезоне 2010/11 он забил в молодёжном чемпионате 11 голов в 17 матчах.
В марте 2010 года Павел Яковенко вызывался в стан молодёжной сборной Украины до 21 года.
11 марта 2011 года дебютировал в Премьер-лиге Украины в домашнем матче против запорожского «Металлурга» (1:0), Сергей Ковалец выпустил Толстяка в конце матча в добавленное время вместо Александра Бондаренко.
В феврале 2013 года перешёл в черновицкую «Буковину». Летом 2013 года перешёл в кировоградскую «Звезду». Впоследствии выступал за «Николаев» и «Буковину». Завершил карьеру в 2017 году в стане польского «Хващино» из Третьей лиги.